# 石井峻平
石井 峻平（いしい しゅんぺい、1995年7月13日 - ）は、新潟県長岡市出身のプロバスケットボール選手。B.LEAGUEのバンビシャス奈良に所属している。ポジションはシューティングガード。

## 来歴

### アマチュア時代
2011年から2013年まで新潟県立長岡大手高等学校でプレー、2014年から2017年まで駒澤大学でプレー。

### プロ時代
2018年に特別指定選手としてアースフレンズ東京Zでプレー、2018年から2021年まで新潟アルビレックスBBでプレー、2021-23シーズンは愛媛オレンジバイキングスでプレーした。2023年7月20日、バンビシャス奈良へ移籍した。